# Ансамбль давньої музики Костянтина Чечені

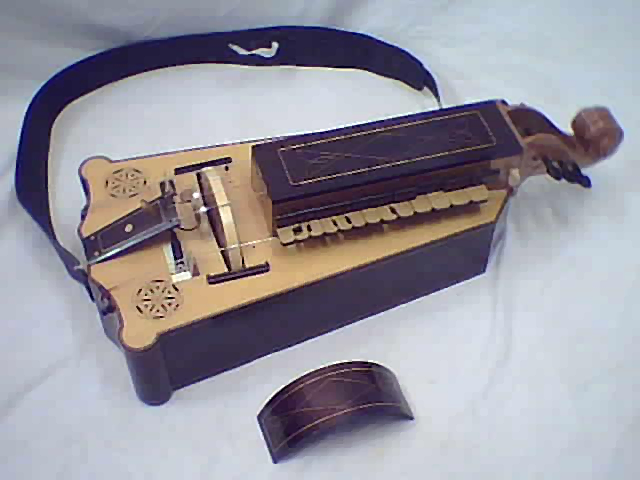
Колісна ліра

Ансамбль давньої музики Костянтина Чечені — український музичний гурт, керівником ансамблю є Костянтин Чеченя, який займається автентичною музикою з 1981 року. Постійне ядро ансамблю сформувалося в 1992 році. Учасники колективу не тільки активно концертують, але й проводять науково-дослідницьку роботу, самі виготовляють музичні інструменти. Учасниками ансамблю є: Костянтин Чеченя (лютня, колісна ліра, блокфлейти, гудок, ударні), Ірина Чеченя (лютня, колісна ліра, ребек, скрипка), Вадим Шевчук (колісна ліра, спів, народна бандура, дуда), Олександр Савченко (блокфлейти), Надія Боянівська (лютня, спів). Учасники ансамблю виступають у історичних костюмах.

## Історія виникнення
Як стверджує сам Костянтин Чеченя його з дитинства вабила старовина. Найдавнішим твором української інструментальної музики українського бароко, є танець «Гайдук» (1540 р.) — перлина серед тих творів, які були занотовані. Але зрозуміти нотний запис тієї епохи здатний хіба що висококваліфікований музикознавець.
Українських музикантів доби пізнього Середньовіччя, Ренесансу можна було зустріти переважно в придворних польських і німецьких музичних капеліях. Так було упродовж століть. Однак, з XVI ст. козацька та гетьманська старшина старалася сприяти розповсюдженню мистецтва, поезії, музики, зокрема інструментальної. Нагадаємо, що гетьман Богдан Хмельницький грав на лютні, Іван Мазепа — на торбані (басовій лютні). Вокальні пісні доби бароко в українській музиці значно відрізняються від західноєвропейської традиції. А інструментальна музика має чимало загальноєвропейських рис.

## Учасники ансамблю
- Костянтин Чеченя (лютня, кобза, колісна ліра, блокфлейти, гудок, ударні інструменти)
- Ірина Чеченя (лютня, колісна ліра, ребек, скрипка)
- Вадим Шевчук (колісна ліра, спів, народна бандура, дуда)
- Олександр Савченко (блокфлейти)
- Надія Боянівська (лютня, спів)

## Інструменти ансамблю
| - Скрипка - Бандура - Лютня | - Барокова гітара - Колісна ліра - Блокфлейти | - Гудок, дуда - Ребек - Ударні |

## Музиканти, пов'язані з ансамблем
Ніна Матвієнко — народна артистка України.

## Репертуар
Ансамбль має у своєму репертуарі музику українського бароко кінця XVI — середини XVIII ст.: різдвяні пісні, ліричні твори про кохання, соціальні та релігійно-моралістичні канти. Інструментальна музика Гетьманської доби, музика анонімних авторів барокової доби та твори Миколи Дилецького, Данила Туптала, Феофана Прокоповича, Григорія Сковороди.
Музичний ансамбль неодноразово гастролював з репрезентацією українського мистецтва в Європі та США.

## Дискографія
Ансамбль давньої музики записав понад 100 творів української та західноєвропейської давньої музики для фонду Українського радіо. Вийшла серія музичних альбомів із записами колективу.

### Альбоми
- 2003 «О, Розкошная Венеро»
- 2003 «Музичні діалоги. Україна-Польща»
- 2003 «Музичні діалоги. Україна-Англія»
- 2012 «Всякому городу нрав і права»
- 2012 «Всякому городу нрав і права», солістка — Ніна Матвієнко. У альбом увійшли танцювальні мелодії з вертепу, твори з рукописної збірки XVII століття, з бібліотеки Кипріана Жоховського.
- «Ансамбль Давньої Музики Костянтина Чечені»
- «Ансамбль Давньої Музики Костянтина Чечені – II»
- «Шедеври Української Музики. Колекція». 6 CD, колекційна коробка.

Про ансамбль Костянтина Чечені знято чотири фільми на Українському телебаченні.